# Gare de Foug
Gare de Foug – stacja kolejowa w Foug, w departamencie Meurthe i Mozela, w regionie Grand Est, we Francji.
Została otwarta w 1852 przez Compagnie du chemin de fer de Paris à Strasbourg, a następnie stała się częścią Compagnie des chemins de fer de l’Est w 1854. Obecnie jest stacją Société nationale des chemins de fer français (SNCF), obsługiwaną przez pociągi TER Lorraine.

## Położenie
Znajduje się na wysokości 239 m n.p.m., na 312,613 km linii Paryż – Strasburg, pomiędzy dworcami Pagny-sur-Meuse i Toul.

## Linia kolejowa
- Paryż – Strasburg